# 非推移的ゲーム
非推移的ゲーム（ひすいいてきげーむ、英: nontransitive game）は、さまざまな戦略が一つか二つ以上の選好のループを生みだすゲームである。戦略Aが戦略Bよりも好まれ、戦略Bが戦略Cよりも好まれる非推移的ゲームにおいて、戦略Aは必ずしも戦略Cよりも好まれ「ない」。
非推移的ゲームの典型例はじゃんけんであり、じゃんけんは明示的に非推移的ゲームとして作られている。ペニーのゲームのような確率ゲームにおいて、推移性の違反はより微妙な結果につながり、確率のパラドックスとして提示されることが多い。

## 具体例
- じゃんけん
- ペニーのゲーム（英語版）
- en:Nontransitive dice